# Джунглівниця нікобарська
Джунглівниця нікобарська (Cyornis nicobaricus) — вид горобцеподібних птахів родини мухоловкових (Muscicapidae). Ендемік Індії. Раніше вважалася підвидом північної джунглівниці.

## Поширення і екологія
Нікобарські джунглівниці живуть в тропічних лісах, чагарникових заростях і садах Нікобарських островів.

## Збереження
Через обмежений ареал і невелику популяцію МСОП вважає стан збереження цього виду близьким до загрозливого. За оцінками дослідників, популяція нікобарських джунглівниць нараховує від 2 до 20 тисяч птахів. Їм загрожує знищення природного середовища.